# 아우토메돈

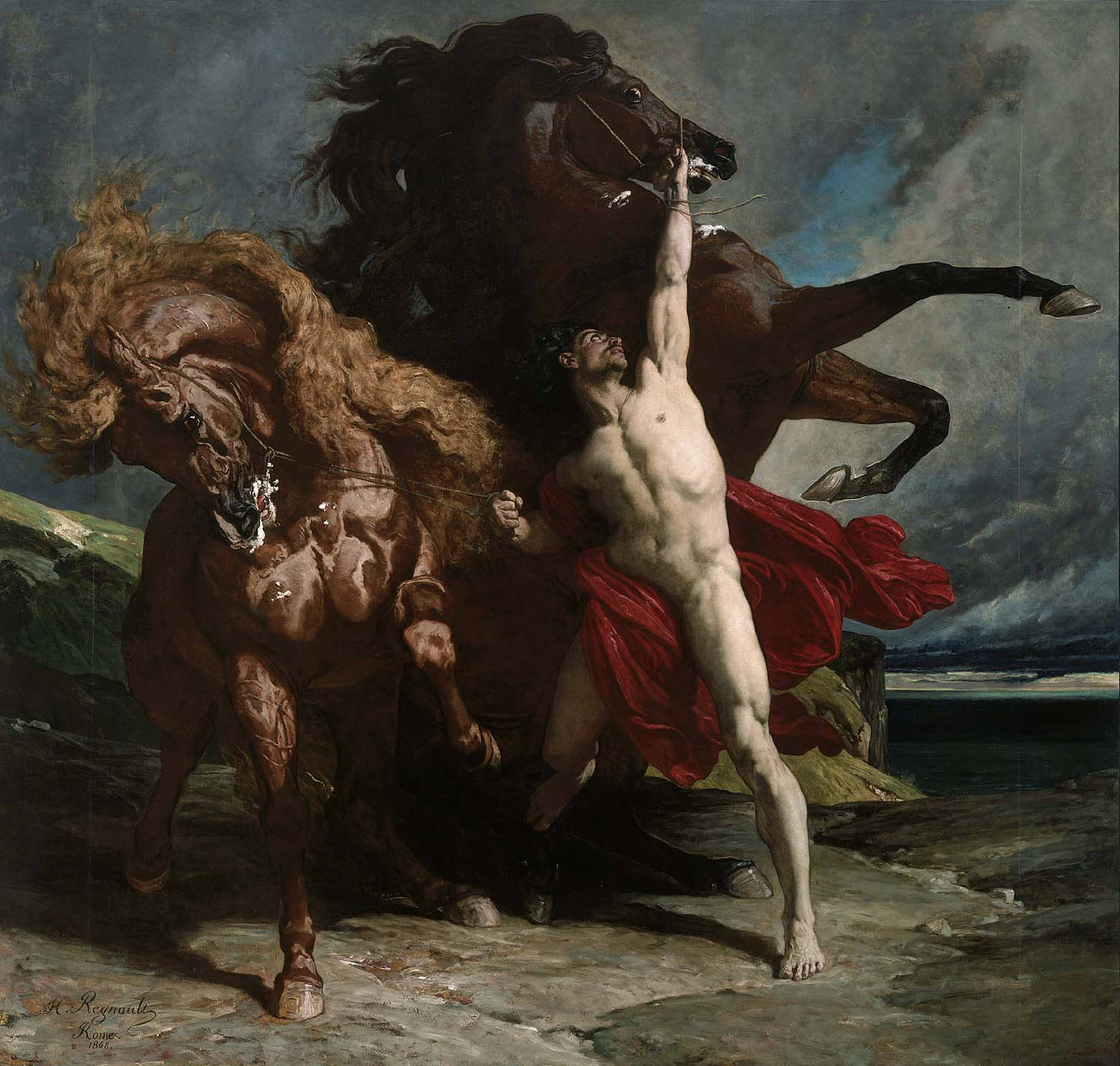

아우토메돈(고대 그리스어: Αὐτομέδων)은 디오레스의 아들로 트로이 전쟁에서 그리스 군으로 참전한 인물이다. 호메로스의 일리아스에 의하면 그는 아킬레우스의 전차를 모는 마부였다. 파트로클로스가 아킬레우스의 갑옷을 입고 전투에 나갈때 그가 아킬레우스의 전차를 준비해 주었다. 나중에 파트로클로스가 죽자 아킬레우스의 말들은 아킬레우스가 죽었는 줄 알고그 자리에 서서 아무것도 하지 않았다. 이때 아우토메돈이 아무리 노력해도 말을 듣지 않았는데 제우스가 개입하여 말들을 움직이게 만들었다. 그러자 아우토메돈은 전차를 이끌고 용감하게 트로이군을 물리쳤다.
아우토메돈은 나중에 베르길리우스의 아이네이스에도 트로이 성으로 쳐들어가는 그리스 군사의 한 사람으로 등장한다.